# C. Elmer Anderson
Clyde Elmer Anderson, né le 16 mars 1912 à Brainerd et mort le 22 janvier 1998 à Brainerd, est un homme politique américain. Membre du Parti républicain, il est gouverneur du Minnesota entre 1951 et 1955.

### Articles annexes
- Liste des gouverneurs du Minnesota